# Старокутлумбетьєвська сільська рада
Ста́рокутлумбе́тьєвська сільська рада (рос. Старокутлумбетьевский сельский совет) — сільське поселення у складі Матвієвського району Оренбурзької області Росії.
Адміністративний центр та єдиний населений пункт — село Старокутлумбетьєво.

## Населення
Населення — 534 особи (2019; 618 в 2010, 741 у 2002).